# Кримська платформа
Кри́мська платфо́рма (англ. Crimea Platform, крим. Qırım platforması) — ініційований Україною міжнародний координаційний механізм для повернення питання Криму до порядку денного, захисту прав людини в Криму та сприяння деокупації півострова, зміцнення європейської та глобальної безпеки.
Офіційно започаткована на установчому саміті в Києві 23 серпня 2021 року[⇨], Кримська платформа діє на постійній основі, зокрема, в Києві на базі Представництва Президента України в АР Крим працює її офіс[⇨]. За словами віцепрем'єр-міністра Олексія Рєзнікова, Кримська платформа має стати колегіальним суб'єктом взаємодії з Росією щодо Криму.

## Історія створення і просування
Міжнародні організації визнали окупацію та анексію Криму незаконними й засудили дії Росії, а країни Заходу запровадили економічні санкції проти окупанта. ЄС і США проводять послідовну політику невизнання російських дій у Криму та Севастополі.
Проте з розгортанням агресії Росії на Донбасі, питання деокупації АР Крим та м. Севастополя практично зникло з порядку денного міжнародної політики. МЗС України намагається тримати цю тему в центрі політичного й експертного діалогу з міжнародними партнерами, розуміючи потребу у створенні міжнародного переговорного майданчика для обговорення шляхів деокупації.
Про плани такого майданчика заявляли в Міністерстві з питань реінтеграції тимчасово окупованих територій, а на 75-й сесії Генеральної Асамблеї ООН у вересні 2020 року Президент України Володимир Зеленський закликав країни-учасниці приєднатися до створення такої платформи.

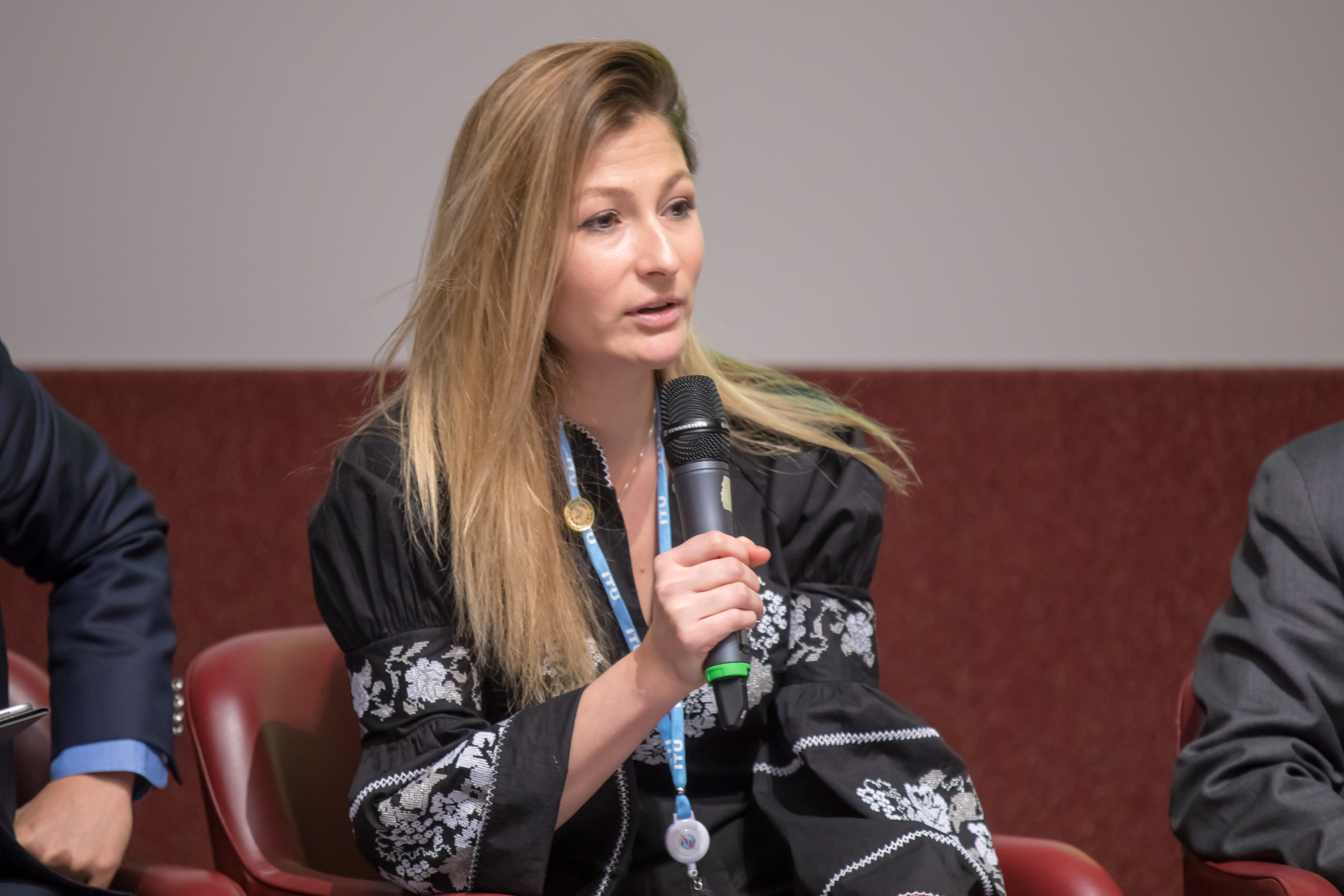
Еміне Джапарова — перша заступниця міністра закордонних справ України, активно просувала Кримську платформу

Надалі влада України провела кампанію із залучення країн Заходу до участі в Кримській платформі щодо деокупації півострова.
26 лютого 2021 року Володимир Зеленський підписав Указ «Про окремі заходи, спрямовані на деокупацію і реінтеграцію тимчасово окупованої території Автономної Республіки Крим і міста Севастополя», яким постановив утворити Організаційний комітет з підготовки й проведення в Україні установчого саміту Кримської платформи[⇨]. Згідно з документом, МЗС забезпечує координацію участі України в діяльності Кримської платформи. Головою Організаційного комітету з підготовки установчого саміту є міністр закордонних справ України Дмитро Кулеба.
У Стратегії деокупації та реінтеграції тимчасово окупованої території Автономної Республіки Крим і міста Севастополя, затвердженій Указом Президента України Володимира Зеленського від 24 березня 2021 року, Кримській платформі приділено увагу як ключовому інструменту:
|  | 81. Україна засновує і розвиває Кримську платформу як ключовий зовнішньополітичний інструмент консолідації міжнародних зусиль, спрямованих на деокупацію та відновлення територіальної цілісності України, подолання наслідків, спричинених тимчасовою окупацією Російською Федерацією Автономної Республіки Крим та міста Севастополя, а також захисту прав та інтересів громадян України. 92. Україна ініціює міжнародний переговорний процес щодо визначення модальностей звільнення тимчасово окупованої території та відновлення на цій території конституційного ладу України, ґрунтуючись, зокрема, на положеннях Меморандуму про гарантії безпеки у зв’язку з приєднанням України до Договору про нерозповсюдження ядерної зброї, а також на результатах діяльності Кримської платформи. |

## Напрямки роботи, формати
Міністр закордонних справ Дмитро Кулеба визначив п'ять очікуваних пріоритетів роботи переговорного майданчика «Кримська платформа»:
|                  | По-перше, безпека, включно зі свободою мореплавства. По-друге, забезпечення ефективності санкційних обмежень проти держави-агресора. По-третє, захист прав людини та міжнародного гуманітарного права. По-четверте, захист освітніх, культурних, релігійних прав. По-п’яте, подолання негативного впливу тимчасової окупації Криму на економіку та навколишнє середовище. |
| — Дмитро Кулеба, | |

Довгострокова діяльність Кримської платформи зосереджується на таких пріоритетних напрямках:
- консолідація міжнародної політики невизнання будь-якої зміни міжнародно-правового статусу Криму;
- ефективність санкцій, їх посилення та запобігання обходу;
- захист прав людини і міжнародного гуманітарного права;
- забезпечення безпеки в Азово-Чорноморському регіоні та за його межами, захист принципу свободи навігації;
- подолання негативних екологічних та економічних наслідків окупації[2].

Особлива увага буде приділена питанню кримських політв'язнів на окупованому півострові.
Планується чотири формати роботи платформи: президентський, голів МЗС, депутатський та експертний. Міжурядовий рівень діятиме у вигляді консультацій міністрів закордонних справ, координаційних зустрічей спеціалізованих робочих груп за пріоритетними напрямками, конференцій. Зокрема, можливе заснування щорічного форуму, присвяченого безпеці ширшого Чорноморського регіону та за його межами.
В українському парламенті створене міжфракційне депутатське об'єднання «Кримська платформа» (Рустем Умєров, Мустафа Джемілєв, Ахтем Чийгоз, Єлизавета Ясько, Вадим Галайчук), що розробляє пакет законопроєктів, що стосуються тимчасово анексованого півострова.
У червні в прес-центрі Українського кризового медіа-центру презентували експертну мережу Кримської платформи. У заході взяли участь представники Кримської правозахисної групи, Української Призми, Центру журналістських розслідувань. 6 серпня в Києві відбувся установчий форум експертної мережі «Кримської платформи» за участі представників МЗС, посольств, національних і міжнародних експертів.
Групи підтримки ініціативи створені в Сеймасі Литви, Сеймі Латвії, а також у Парламентській асамблеї НАТО. Крім того, озвучені заклики запровадити міжпарламентську координаційну раду «Кримська платформа».
Підтримкою проєкту також опікуватиметься українська благодійна неурядова організація «Фонд Східна Європа».
Формат працюватиме доти, доки півострів не повернеться під контроль України.

## Установчий саміт

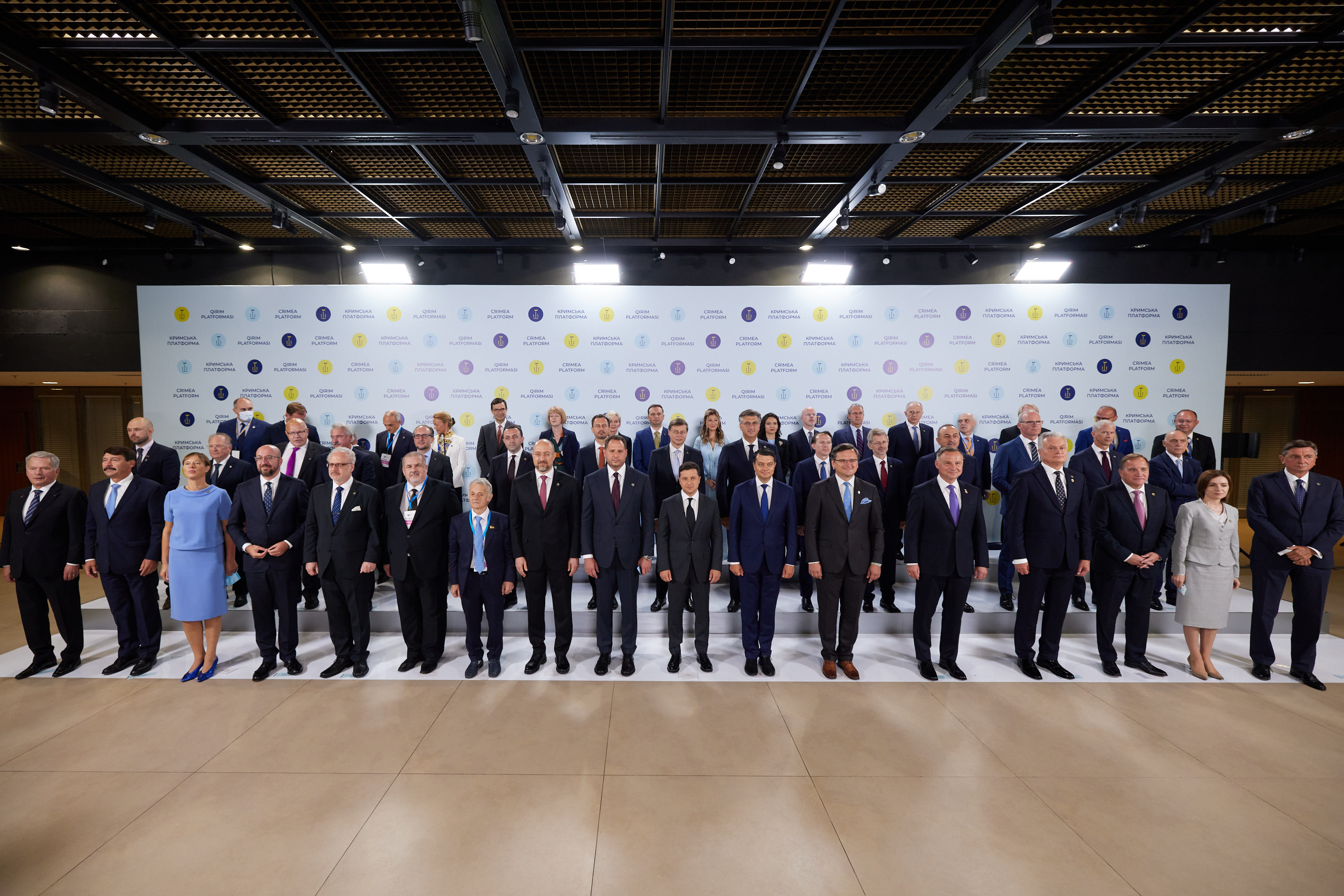
Делегати першого саміту Кримської платформи

Першими про свої плани направити своїх представників на саміт у Києві повідомили Туреччина, Сполучені Штати Америки, Канада, Велика Британія та Молдова. Що стосується Росії, то попередньо МЗС РФ допустило участь у Кримській платформі, поставивши умову: «Якщо на цьому майданчику планується обговорювати відновлення водопостачання Криму й подачі електроенергії, зняття Києвом торгової та транспортної блокади півострова». Українська сторона відхилила таку можливість. Надалі Росія назвала зусилля Києва щодо повернення Криму нелегітимними, а участь будь-яких країн та організацій в українській ініціативі — прямим посяганням на територіальну цілісність РФ. Вона також намагалася підірвати довіру до платформи та перешкодити участі в ній іншим державам шляхом тиску, шантажу і залякування — з цієї причини список запрошених на саміт довелося тримати в таємниці.
Попри всі обставини, на установчому (або інавгураційному) саміті у переддень 30-ї річниці Незалежності України 23 серпня 2021 року зібралися представники 47 країн та організацій:
| Учасники Саміту Міжнародної Кримської платформи | Учасники Саміту Міжнародної Кримської платформи | Учасники Саміту Міжнародної Кримської платформи | Учасники Саміту Міжнародної Кримської платформи |
| №                                               | Держава чи міжнародна організація               | Рівень представництва                           | Глава делегації                                 |
| ----------------------------------------------- | ----------------------------------------------- | ----------------------------------------------- | ----------------------------------------------- |
| 1                                               | Україна                                         | президент                                       | Володимир Зеленський                            |
| 2                                               | Латвія                                          | президент                                       | Егілс Левітс                                    |
| 3                                               | Литва                                           | президент                                       | Ґітанас Науседа                                 |
| 4                                               | Естонія                                         | президент                                       | Керсті Кальюлайд                                |
| 5                                               | Польща                                          | президент                                       | Анджей Дуда                                     |
| 6                                               | Угорщина                                        | президент                                       | Янош Адер                                       |
| 7                                               | Молдова                                         | президент                                       | Мая Санду                                       |
| 8                                               | Словенія                                        | президент                                       | Борут Пахор                                     |
| 9                                               | Фінляндія                                       | президент                                       | Саулі Нійністе                                  |
| 10                                              | Словаччина                                      | прем'єр-міністр                                 | Едуард Геґер                                    |
| 11                                              | Румунія                                         | прем'єр-міністр                                 | Флорін Кицу                                     |
| 12                                              | Грузія                                          | прем'єр-міністр                                 | Іраклі Гарібашвілі                              |
| 13                                              | Хорватія                                        | прем'єр-міністр                                 | Андрей Пленкович                                |
| 14                                              | Швеція                                          | прем'єр-міністр                                 | Стефан Левен                                    |
| 15                                              | Швейцарія                                       | голова парламенту                               | Андреас Ебі                                     |
| 16                                              | Чехія                                           | голова парламенту                               | Мілош Вистрчіл                                  |
| 17                                              | Туреччина                                       | міністр закордонних справ                       | Мевлют Чавушоглу                                |
| 18                                              | Австрія                                         | міністр закордонних справ                       | Олександр Шалленберг                            |
| 19                                              | Люксембург                                      | міністр закордонних справ                       | Жан Ассельборн                                  |
| 20                                              | Ірландія                                        | міністр закордонних справ                       | Саймон Ковні                                    |
| 21                                              | Болгарія                                        | міністр закордонних справ                       | Светлан Стоєв                                   |
| 22                                              | Чорногорія                                      | міністр закордонних справ                       | Джордже Радулович                               |
| 23                                              | Північна Македонія                              | міністр закордонних справ                       | Буяр Османі                                     |
| 24                                              | Велика Британія                                 | міністр з питань Європи і Америки               | Венді Мортон                                    |
| 25                                              | Португалія                                      | міністр оборони                                 | Жуан Гомес Кравіньйо                            |
| 26                                              | США                                             | міністр енергетики                              | Дженніфер Ґренголм                              |
| 27                                              | Німеччина                                       | міністр економіки й енергетики                  | Петер Альтмаєр                                  |
| 28                                              | Франція                                         | міністр торгівлі та економічної привабливості   | Франк Рістер                                    |
| 29                                              | Нідерланди                                      | міністр торгівлі і розвитку                     | Том де Брюйн                                    |
| 30                                              | Албанія                                         | міністр з питань відносин з парламентом         | Еліза Спіропалі                                 |
| 31                                              | Італія                                          | заступник міністра закордонних справ            | Бенедетто Делла Ведова                          |
| 32                                              | Норвегія                                        | державний секретар МЗС                          | Аудун Гальворсен                                |
| 33                                              | Іспанія                                         | державний секретар з питань ЄС                  | Хуан Гонсалес-Барба Пера                        |
| 34                                              | Бельгія                                         | посол                                           | Алекс Ленартс                                   |
| 35                                              | Данія                                           | посол                                           | Оле Егберг Міккельсен                           |
| 36                                              | Нова Зеландія                                   | посол                                           | Si'alei van Toor                                |
| 37                                              | Мальта                                          | посол                                           | Годвін Монтанаро                                |
| 38                                              | Японія                                          | посол                                           | Кураї Такасі                                    |
| 39                                              | Австралія                                       | посол                                           | Брюс Едвардс                                    |
| 40                                              | Кіпр                                            | посол                                           | Луїс Телемаху                                   |
| 41                                              | Канада                                          | посол                                           | Лариса Ґаладза                                  |
| 42                                              | Греція                                          | посол                                           | Васіліос Борновас                               |
| 43                                              | Ісландія                                        | посол                                           | Ейдун Атласон                                   |
| 44                                              | Європейський Союз — Європейська рада            | президент                                       | Шарль Мішель                                    |
| 44.000001                                       | Європейський Союз — Європейська комісія         | віцепрезидент                                   | Валдіс Домбровскіс                              |
| 45                                              | НАТО                                            | заступник генерального секретаря                | Мірча Джоане                                    |
| 46                                              | Рада Європи                                     | генеральний секретар                            | Марія Пейчинович-Бурич                          |
| 47                                              | ГУАМ                                            | генеральний секретар                            | Алтай Ефендієв                                  |

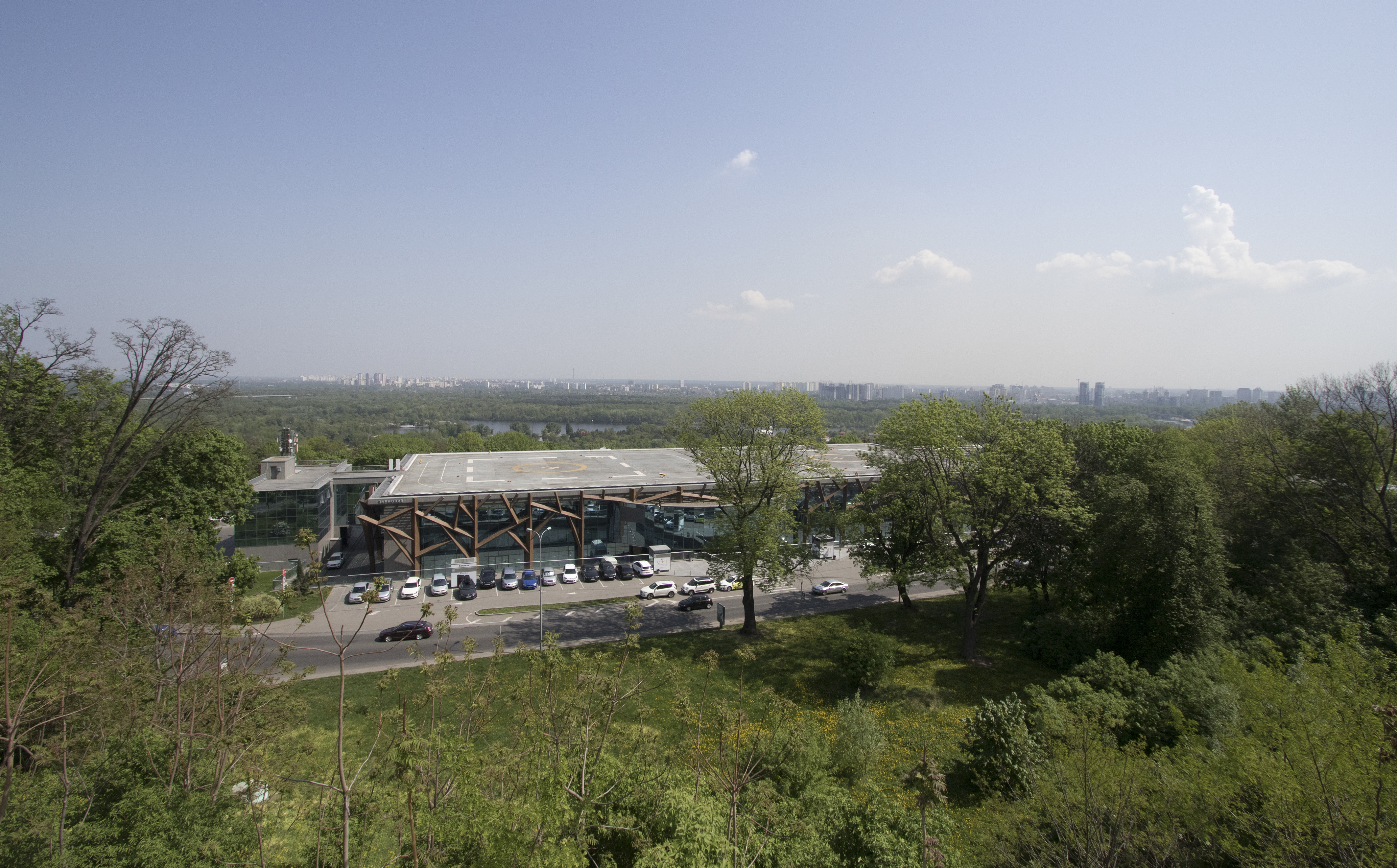
Конгресно-виставковий центр «Парковий» — місце проведення установчого саміту

Таким чином, на зустрічі у столичному конгресно-виставковому центрі «Парковий» були присутні всі країни — члени НАТО, ЄС та G7, проте жодної з Африки чи Південної Америки. Організація Об'єднаних Націй також не направила представника. Як наслідок, ця подія стала найбільшим заходом, організованим Україною.
На заході виступили Президент України Володимир Зеленський, Голова Верховної Ради Дмитро Разумков, Прем'єр-міністр Денис Шмигаль, глави іноземних делегацій, лідер кримськотатарського народу Мустафа Джемілєв, представниця Експертної мережі Кримської платформи Ольга Скрипник.
На тематичних панелях високопосадовці, політики, іноземні експерти та лідери громадської думки сфокусувалися на питаннях політики невизнання спроби анексії Криму, санкційної політики, безпеки Азово-Чорноморського регіону, прав людини та міжнародного гуманітарного права, економічних та екологічних наслідків окупації.
Верховна Рада України закликала міжнародні організації та іноземні держави посилити співпрацю в рамках «Кримської платформи», прийнявши відповідну постанову в день саміту.

### Декларація

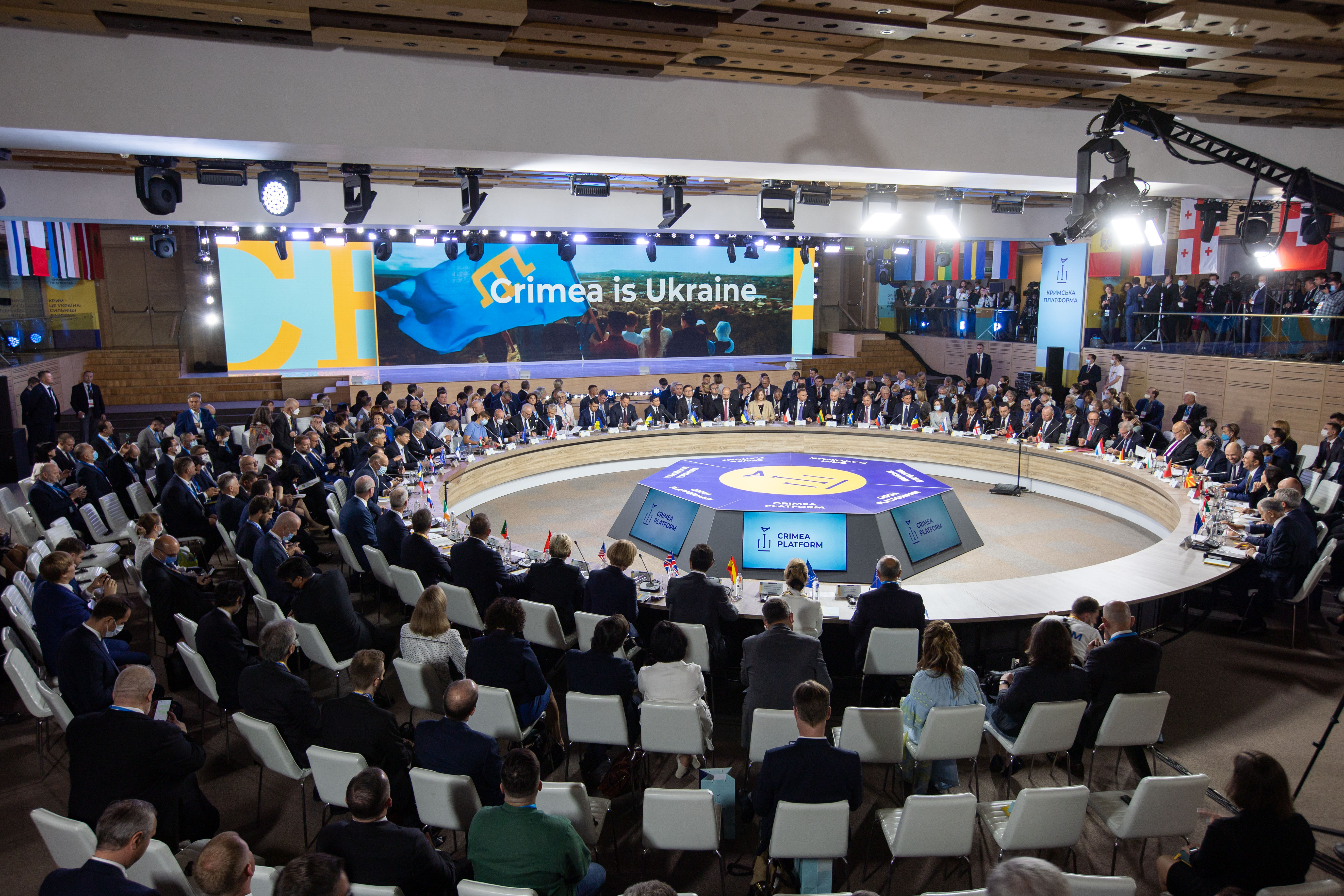
Засідання саміту

За підсумками установчого саміту країни-учасники схвалили підсумкову спільну декларацію. В документі зазначено:
- створити Міжнародну Кримську платформу як консультативний і координаційний формат з метою мирного припинення тимчасової окупації Криму Росією,
- продовжувати здійснення політики невизнання незаконної анексії Криму Росією,
- розглянути запровадження подальших «політичних, дипломатичних та обмежувальних заходів» щодо РФ «якщо це передбачено правовою системою кожного Учасника Платформи і згідно з відповідними процедурами, коли це необхідно і якщо дії Росії цього вимагатимуть»,
- протистояти новим викликам та гібридним загрозам, спричиненим триваючою мілітаризацією Криму,
- закликати РФ виконувати свої зобов'язання як держави-окупанта відповідно до норм міжнародного гуманітарного права, вимагати, щоб Росія негайно припинила всі порушення прав людини і зловживання щодо мешканців Криму і забезпечила повний і безперешкодний доступ до Криму для моніторингових механізмів з дотримання прав людини та правозахисників,
- використовувати відповідні механізми ООН, Ради Європи, ОБСЄ, інших міжнародних і регіональних організацій для вирішення проблем, пов'язаних з тимчасовою окупацією,
- розглянути можливість підтримки економічних, інфраструктурних та екологічних проєктів з розвитку регіонів України, які межують з тимчасово окупованим Кримським півостровом,
- визнати роль національних парламентів у протидії тимчасовій окупації Криму та заохочувати координацію діяльності щодо Криму між національними парламентами, а також у рамках міжпарламентських асамблей.

Учасники Кримської платформи очікують повернення Україні тимчасово окупованих територій Криму та Севастополя і відновлення їх автономного статусу, а також закликають Російську Федерацію залучатися до конструктивної участі у діяльності Міжнародної Кримської платформи, спрямованої на припинення тимчасової окупації півострова.
Декларація є відкритою для приєднання. Україна закликала країни ООН долучатися до неї.

## Подальша активність

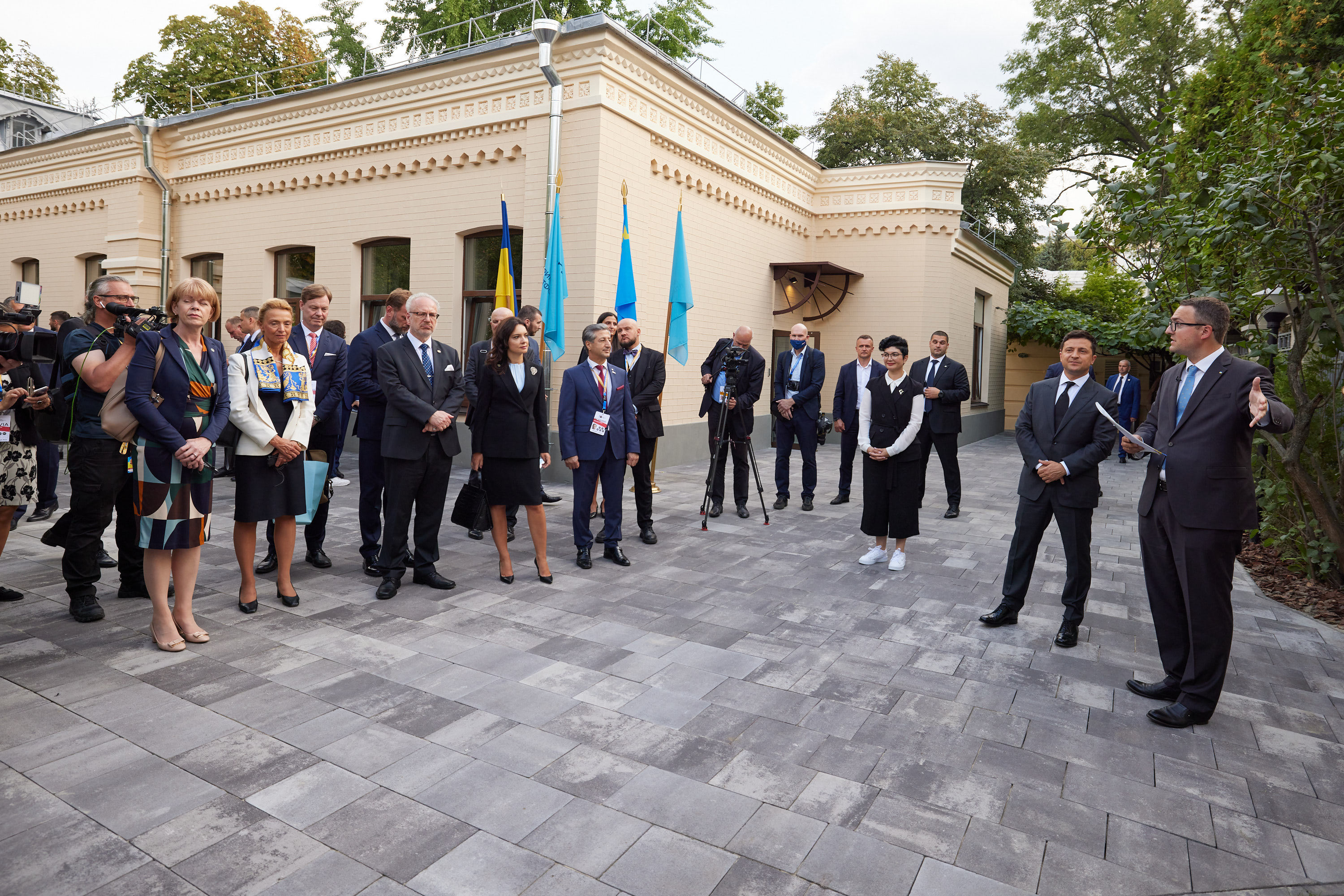
Відкриття головного офісу Кримської платформи

У день саміту його учасники відкрили головний офіс Кримської платформи, який знаходиться у Києві, за адресою вул. Липська, 2. Серед завдань офісу, зокрема, цілодобовий моніторинг ситуації на окупованому півострові щодо прав людини, економічної та екологічної ситуації, культурної спадщини тощо, сприяння виконанню Стратегії деокупації та реінтеграції Криму, інформування та комунікація з громадянами України з Криму та спільна з МЗС робота з міжнародними партнерами. Керівником офісу є постійний представник Президента в Автономній Республіці Крим Антон Кориневич.
До структури Представництва Президента України в Автономній Республіці Крим входить Служба забезпечення діяльності Кримської платформи, штатна чисельність якої нараховує 7 посад. До грудня 2024 її очолювала правозахисниця Марія Томак.
Планується відкриття офісів Кримської платформи в країнах, які є підписантами декларації. Мається на увазі формування координаційної мережі учасників Кримської платформи на рівні міністерств закордонних справ, яка буде сприяти швидкому обміну інформацією, організації зустрічей, узгодженню концепцій та запуску довгострокової діяльності. Станом на грудень 2021 до мережі приєдналися 36 країн.
МЗС розвиває операційні механізми Кримської платформи, зокрема, мережу контактерів або осіб (focal point), які відповідальні за Кримську платформу в інших країнах. Контактерами є працівники середньої та вищої ланки міністерств закордонних справ, чиє завдання полягає в передачі інформації, напрацьованої експертним середовищем. Німеччина погодилася стати співголовою одного з напрямів — щодо невизнання окупації півострова.
Україна також очікує надання Кримській платформі статусу міжнародної організації та закріплення її резолюцією Генасамблеї ООН. Щодо останнього, дві резолюції ГА ООН 2021 року з кримських питань містять підтримку цього формату (A/RES/76/70 та A/RES/76/179).
Після широкомасштабного вторгнення Росії учасники платформи виступили з заявою, в якій засудили дії Росії, причетність Білорусії до агресії проти України та висунули вимогу негайного припинення військових дій. Заяву підписали 39 країн та ЄС.
15 серпня 2022 року Президентом утворена Консультативна рада з питань деокупації та реінтеграції тимчасово окупованої території Автономної Республіки Крим та міста Севастополя — консультативно-дорадчий орган при Президентові України, одним з основних завдань якого є участь у виробленні позиції України з ключових напрямів діяльності Кримської платформи.

### Другий саміт
23 серпня 2022 року відбувся другий саміт Кримської платформи у форматі онлайн, в якому взяли участь майже 60 іноземних учасників країн і організацій, а президент Польщі Анджей Дуда приїхав особисто. Зустріч була зосереджена на обговоренні таких основних тем:
- роль тимчасової окупації Криму в розгортанні повномасштабної агресії проти України;
- спільні зусилля, спрямовані на відновлення безпеки та стабільності в регіоні Чорного та Азовського морів;
- подальші кроки у відповідь на порушення Росією прав людини та міжнародного гуманітарного права у Криму, зокрема щодо етнічних українців і кримських татар;
- посилення політики невизнання будь-якої зміни міжнародно-правового статусу Криму;
- ефективність санкцій, їх посилення та запобігання обходу[55][56].

У Спільній заяві, схваленій за підсумками Саміту, учасники закликали РФ негайно вивести війська та техніку з території України, включно з Кримським півостровом, припинити тяжкі злочини проти українців і переслідування кримських татар, а також звільнити усіх політв'язнів, у тому числі Нарімана Джеляла. Країни-учасниці підкреслили мужність українського народу та підтвердили, що й надалі підтримуватимуть Україну у боротьбі з російським агресором, надаватимуть необхідну політичну та гуманітарну та/або військову допомогу.
| Учасники Другого Саміту Міжнародної Кримської платформи | Учасники Другого Саміту Міжнародної Кримської платформи | Учасники Другого Саміту Міжнародної Кримської платформи | Учасники Другого Саміту Міжнародної Кримської платформи |
| №                                                       | Держава чи міжнародна організація                       | Рівень представництва                                   | Представник                                             |
| ------------------------------------------------------- | ------------------------------------------------------- | ------------------------------------------------------- | ------------------------------------------------------- |
| 1                                                       | Україна                                                 | президент                                               | Володимир Зеленський                                    |
| 2                                                       | Польща                                                  | президент                                               | Анджей Дуда                                             |
| 3                                                       | Словенія                                                | президент                                               | Борут Пахор                                             |
| 4                                                       | Естонія                                                 | президент                                               | Алар Каріс                                              |
| 5                                                       | Фінляндія                                               | президент                                               | Саулі Нійністе                                          |
| 6                                                       | Грузія                                                  | президент                                               | Саломе Зурабішвілі                                      |
| 7                                                       | Гватемала                                               | президент                                               | Алехандро Джамматтеї                                    |
| 8                                                       | Ісландія                                                | президент                                               | Гвюдні Йоуганнессон                                     |
| 9                                                       | Латвія                                                  | президент                                               | Егілс Левітс                                            |
| 10                                                      | Литва                                                   | президент                                               | Ґітанас Науседа                                         |
| 11                                                      | Словаччина                                              | президент                                               | Зузана Чапутова                                         |
| 12                                                      | Суринам                                                 | президент                                               | Чан Сантохі                                             |
| 13                                                      | Молдова                                                 | президент                                               | Мая Санду                                               |
| 14                                                      | Швейцарія                                               | президент                                               | Іньяціо Кассіс                                          |
| 15                                                      | Туреччина                                               | президент                                               | Реджеп Тайїп Ердоган                                    |
| 16                                                      | Боснія і Герцеговина                                    | голова президії                                         | Шефік Джаферович                                        |
| 17                                                      | Ліхтенштейн                                             | спадкоємний принц                                       | Алоїз                                                   |
| 18                                                      | Японія                                                  | прем'єр-міністр                                         | Кісіда Фуміо                                            |
| 19                                                      | Нідерланди                                              | прем'єр-міністр                                         | Марк Рютте                                              |
| 20                                                      | Ірландія                                                | прем'єр-міністр                                         | Міхал Мартін                                            |
| 21                                                      | Швеція                                                  | прем'єр-міністр                                         | Магдалена Андерссон                                     |
| 22                                                      | Беліз                                                   | прем'єр-міністр                                         | Хуан Антоніо Брісеньо                                   |
| 23                                                      | Данія                                                   | прем'єр-міністр                                         | Метте Фредеріксен                                       |
| 24                                                      | Бельгія                                                 | прем'єр-міністр                                         | Александер де Кроо                                      |
| 25                                                      | Хорватія                                                | прем'єр-міністр                                         | Андрей Пленкович                                        |
| 26                                                      | Чехія                                                   | прем'єр-міністр                                         | Петр Фіала                                              |
| 27                                                      | Греція                                                  | прем'єр-міністр                                         | Кіріакос Міцотакіс                                      |
| 28                                                      | Люксембург                                              | прем'єр-міністр                                         | Ксав'є Бетель                                           |
| 29                                                      | Північна Македонія                                      | прем'єр-міністр                                         | Димитар Ковачевський                                    |
| 30                                                      | Чорногорія                                              | прем'єр-міністр                                         | Дрітан Абазович                                         |
| 31                                                      | Румунія                                                 | прем'єр-міністр                                         | Ніколає Чуке                                            |
| 32                                                      | Іспанія                                                 | прем'єр-міністр                                         | Педро Санчес                                            |
| 33                                                      | Нова Зеландія                                           | прем'єр-міністр                                         | Джасінда Ардерн                                         |
| 34                                                      | Австралія                                               | прем'єр-міністр                                         | Ентоні Албаніз                                          |
| 35                                                      | Ліберія                                                 | міністр закордонних справ                               | Ді-Максвелл Саах Кемайя                                 |
| 36                                                      | Австрія                                                 |                                                         |                                                         |
| 37                                                      | Албанія                                                 |                                                         |                                                         |
| 38                                                      | Андорра                                                 |                                                         |                                                         |
| 39                                                      | Антигуа і Барбуда                                       |                                                         |                                                         |
| 40                                                      | Велика Британія                                         | прем'єр-міністр                                         | Борис Джонсон                                           |
| 41                                                      | Угорщина                                                |                                                         |                                                         |
| 42                                                      | Німеччина                                               | канцлер                                                 | Олаф Шольц                                              |
| 43                                                      | Італія                                                  | премʼєр-міністр                                         | Маріо Драгі                                             |
| 44                                                      | Канада                                                  | прем'єр-міністр                                         | Джастін Трюдо                                           |
| 45                                                      | Кіпр                                                    |                                                         |                                                         |
| 46                                                      | ДР Конго                                                |                                                         |                                                         |
| 47                                                      | Мальта                                                  |                                                         |                                                         |
| 48                                                      | Нігер                                                   |                                                         |                                                         |
| 49                                                      | Норвегія                                                |                                                         |                                                         |
| 50                                                      | Португалія                                              |                                                         |                                                         |
| 51                                                      | США                                                     |                                                         |                                                         |
| 52                                                      | Франція                                                 | президент                                               | Емманюель Макрон                                        |
| 53                                                      | Ізраїль                                                 | віцепремʼєр Ізраїлю у 2001-2003 роках, правозахисник    | Натан Щаранський                                        |
| 54                                                      | Європейський Союз — Європейська рада                    | президент                                               | Шарль Мішель                                            |
| 54.000001                                               | Європейський Союз — Європейська комісія                 | президент                                               | Урсула фон дер Ляєн                                     |
| 55                                                      | НАТО                                                    | генеральний секретар                                    | Єнс Столтенберг                                         |
| 56                                                      | Рада Європи                                             |                                                         |                                                         |
| 57                                                      | ОБСЄ                                                    |                                                         |                                                         |
| 58                                                      | ГУАМ                                                    |                                                         |                                                         |
| 59                                                      | Організація американських держав                        |                                                         |                                                         |

### Парламентський саміт
Перший Парламентський саміт Міжнародної Кримської платформи відбувся 24-25 жовтня 2022 року у Загребі, Хорватія. У заході взяли участь 55 парламентських делегацій, виступили 55 спікерів світових парламентів: 43 — офлайн, 12 — онлайн. Відбулося 140 двосторонніх зустрічей. Учасники ухвалили спільну декларацію.

### Інші події
У заяві від 30 вересня 2022 року 46 країн-учасниць платформи засудили проведення Росією у Криму часткової мобілізації та використання Росією території півострова для ведення агресивної війни проти України.
Парламентська асамблея НАТО ухвалила резолюцію Fit For Purpose In The New Strategic Era на підтримку Кримської платформи (листопад 2022). В одному з пунктів вона названа «інструментом консолідації міжпарламентських зусиль, спрямованих на деокупацію Кримського півострова».
До Дня спротиву окупації АР Крим та міста Севастополя 26.02.2023 р. учасники Міжнародної Кримської платформи закликали РФ негайно припинити бойові дії та насильство та вивести війська з усієї території України в межах її міжнародно визнаних кордонів.
12-13 квітня 2023 в Бухаресті проведено Чорноморську безпекову конференцію під егідою Кримської платформи, в якій взяли участь міністри закордонних справ та оборони Румунії, Молдови та України, а загалом були присутні представники понад 50 країн та організацій.

### Третій саміт
Третій саміт Кримської платформи відбувся 23 серпня 2023 року на рівні глав держав та урядів. Представники Португалії, Литви, Угорщини, Боснії і Герцеговини, Фінляндії та Молдови були в Києві особисто, решта спікерів доєдналися відеозв'язком.
| Учасники Третього Саміту Міжнародної Кримської платформи | Учасники Третього Саміту Міжнародної Кримської платформи               | Учасники Третього Саміту Міжнародної Кримської платформи  | Учасники Третього Саміту Міжнародної Кримської платформи |
| №                                                        | Держава чи міжнародна організація                                      | Рівень представництва                                     | Представник                                              |
| -------------------------------------------------------- | ---------------------------------------------------------------------- | --------------------------------------------------------- | -------------------------------------------------------- |
| 1                                                        | Україна                                                                | президент                                                 | Володимир Зеленський                                     |
| 2                                                        | Португалія                                                             | президент                                                 | Марселу Ребелу де Соза                                   |
| 3                                                        | Туреччина                                                              | президент                                                 | Реджеп Тайїп Ердоган                                     |
| 4                                                        | Литва                                                                  | президент                                                 | Ґітанас Науседа                                          |
| 5                                                        | Естонія                                                                | президент                                                 | Алар Каріс                                               |
| 6                                                        | Польща                                                                 | президент                                                 | Анджей Дуда                                              |
| 7                                                        | Угорщина                                                               | президент                                                 | Каталін Новак                                            |
| 8                                                        | Латвія                                                                 | президент                                                 | Едгарс Рінкевичс                                         |
| 9                                                        | Боснія і Герцеговина                                                   | голова президії                                           | Желько Комшич                                            |
| 10                                                       | Фінляндія                                                              | прем'єр-міністр                                           | Петтері Орпо                                             |
| 11                                                       | Ліхтенштейн                                                            | спадкоємний принц                                         | Алоїз                                                    |
| 12                                                       | Молдова                                                                | прем'єр-міністр                                           | Дорін Речан                                              |
| 13                                                       | Кіпр                                                                   | президент                                                 | Нікос Христодулідіс                                      |
| 14                                                       | Франція                                                                | президент                                                 | Емманюель Макрон                                         |
| 15                                                       | Ісландія                                                               | президент                                                 | Гвюдні Йоуганнессон                                      |
| 16                                                       | Грузія                                                                 | президент                                                 | Саломе Зурабішвілі                                       |
| 17                                                       | Канада                                                                 | прем'єр-міністр                                           | Джастін Трюдо                                            |
| 18                                                       | Японія                                                                 | прем'єр-міністр                                           | Фуміо Кішіда                                             |
| 19                                                       | Північна Македонія                                                     | президент                                                 | Стево Пендаровський                                      |
| 20                                                       | Гватемала                                                              | президент                                                 | Алехандро Джамматтеї                                     |
| 21                                                       | Хорватія                                                               | прем'єр-міністр                                           | Андрей Пленкович                                         |
| 22                                                       | Словаччина                                                             | президент                                                 | Зузана Чапутова                                          |
| 23                                                       | Чорногорія                                                             | президент                                                 | Яков Мілатович                                           |
| 24                                                       | Ліберія                                                                | міністр закордонних справ                                 | Ді-Максвелл Саах Кемайя                                  |
| 25                                                       | Нідерланди                                                             | міністр оборони                                           | Кайса Оллонґрен                                          |
| 26                                                       | Коста-Рика                                                             | президент                                                 | Родріго Чавес Роблес                                     |
| 27                                                       | США                                                                    | державний секретар                                        | Ентоні Блінкен                                           |
| 28                                                       | Андорра                                                                | міністр закордонних справ                                 | Імма Тор Фаус                                            |
| 29                                                       | Італія                                                                 | прем'єр-міністр                                           | Джорджа Мелоні                                           |
| 30                                                       | Австрія                                                                | міністр закордонних справ                                 | Александер Шалленберг                                    |
| 31                                                       | Німеччина                                                              | міністр закордонних справ                                 | Анналена Бербок                                          |
| 32                                                       | Велика Британія                                                        | міністр закордонних справ                                 | Джеймс Клеверлі                                          |
| 33                                                       | Суринам                                                                | президент                                                 | Чан Сантохі                                              |
| 34                                                       | Сербія                                                                 | прем'єр-міністр                                           | Ана Брнабич                                              |
| 35                                                       | Чехія                                                                  | голова палати депутатів                                   | Маркета Пекарова Адамова                                 |
| 36                                                       | Бельгія                                                                | прем'єр-міністр                                           | Александер де Кроо                                       |
| 37                                                       | Греція                                                                 | прем'єр-міністр                                           | Кіріакос Міцотакіс                                       |
| 38                                                       | Данія                                                                  | прем'єр-міністр                                           | Метте Фредеріксен                                        |
| 39                                                       | Ірландія                                                               | прем'єр-міністр                                           | Лео Варадкар                                             |
| 40                                                       | Люксембург                                                             | прем'єр-міністр                                           | Ксав'є Бетель                                            |
| 41                                                       | Нова Зеландія                                                          | прем'єр-міністр                                           | Кріс Гіпкінс                                             |
| 42                                                       | Швеція                                                                 | прем'єр-міністр                                           | Ульф Крістерссон                                         |
| 43                                                       | Болгарія                                                               | міністр закордонних справ                                 | Марія Габрієл                                            |
| 44                                                       | Румунія                                                                | міністр закордонних справ                                 | Лумініца Одобеску                                        |
| 45                                                       | Албанія                                                                | міністр з питань відносин з парламентом                   | Еліза Спіропалі                                          |
| 46                                                       | ОАЕ                                                                    | міністр з питань зміни клімату й навколишнього середовища | Маріам Альмхейрі                                         |
| 47                                                       | Словенія                                                               | міністр закордонних справ                                 | Таня Файон                                               |
| 48                                                       | Австралія                                                              | міністр закордонних справ                                 | Пенні Вонг                                               |
| 49                                                       | Бахрейн                                                                | міністр закордонних справ                                 | Абдуллатіф бін Рашид аль-Заяні                           |
| 50                                                       | Норвегія                                                               | міністр закордонних справ                                 | Аннікен Гуйтфельдт                                       |
| 51                                                       | Мальта                                                                 | міністр закордонних справ                                 | Єн Борґ                                                  |
| 52                                                       | Іспанія                                                                | міністр закордонних справ                                 | Хосе Мануель Альбарес                                    |
| 53                                                       | Швейцарія                                                              | міністр закордонних справ                                 | Іньяціо Кассіс                                           |
| 54                                                       | Європейський Союз — Європейська рада                                   | президент                                                 | Шарль Мішель                                             |
| 55                                                       | Організація американських держав                                       | генеральний секретар                                      | Луїс Альмагро                                            |
| 56                                                       | Всесвітня туристична організація                                       | генеральний секретар                                      | Зураб Пололікашвілі                                      |
| 57                                                       | ООН                                                                    | генеральний секретар                                      | Антоніу Гутерреш                                         |
| 58                                                       | НАТО                                                                   | заступник генерального секретаря                          | Мірча Джоане                                             |
| 59                                                       | ОБСЄ                                                                   | голова                                                    | Буяр Османі                                              |
| 60                                                       | ГУАМ                                                                   | генеральний секретар                                      | Алтай Ефендієв                                           |
| 61                                                       | Дунайська комісія                                                      | генеральний секретар                                      | Манфред Зайтц                                            |
| 62                                                       | Рада Європи                                                            | генеральний секретар                                      | Марія Пейчинович-Бурич                                   |
| 63                                                       | Парламентська мережа U4U (United for Ukraine/Об’єднані заради України) | голова парламентської делегації                           | Жиґімантас Павільоніс                                    |

### Другий парламентський саміт
У столиці Чехії Празі 24 жовтня 2023 року відбувся другий парламентський саміт «Кримської платформи», в якому взяли участь близько 70 парламентських делегацій з усього світу. Володимир Зеленський взяв участь у саміті онлайн.
Під час виступів артикулювалися сценарії деокупації Криму і тема тиску та репресій кримських татар.

### Інші події
У 2023 році команда Офісу Кримської платформи провела міжнародну конференцію «Crimea Global. Understanding Ukraine through the South», яка відбулась у контексті роботи з Глобальним Півднем та просування Формули миру Володимира Зеленського. Конференція об'єднала понад 300 учасників з 36 країн.
21-22 листопада 2024 року в Києві пройшла друга міжнародна конференція «Crimea Global», яка зібрала понад 100 учасників із Африки, Азії, Південної та Центральної Америки.
З нагоди Дня спротиву окупації Автономної Республіки Крим та міста Севастополя, 26 лютого 2024 року, учасники Міжнародної Кримської платформи видали спільну заяву.
Парламентський саміт Кримської платформи у 2024 році відбудеться у Латвії.
14-15 квітня у столиці Болгарії Софії відбулася II Чорноморська конференція безпеки Міжнародної Кримської платформи. Співорганізаторами конференції стали міністерства закордонних справ і оборони України та Болгарії у партнерстві з Центром оборонних стратегій (Україна). Участь в конференції взяли делегації від 42 держав і 8 міжнародних організацій.
24-25 червня у Києві відбувся третій Міжнародний форум експертної мережі Кримської платформи.

### Четвертий саміт
11 вересня 2024 року у Києві пройшов черговий, червертий саміт "Кримської платформи". Ключовими темами порядку денного на ньому стали питання територіальної цілісності України, реінтеграції окупованих Росією територій, повернення цивільних бранців, успіхи України в Чорному морі та розвіювання міфів навколо Криму.
До заходу долучилися понад 60 учасників, у т.ч. президенти, прем'єр-міністри та інші високопосадовці. Особисто саміт відвідали президент Литви, прем’єр-міністри Латвії та Хорватії, голови парламентів Молдови та Чехії, державний секретар у закордонних справах Великої Британії, державний секретар США. Вперше учасниками урядового формату Кримської платформи стали Аргентина, Організація Чорноморського економічного співробітництва та Міжнародний Альянс з питань свободи релігій та віросповідань.
За підсумками саміту Міжнародної Кримської платформи, його учасники ухвалили Спільну заяву, в якій серед іншого  наголосили на непохитній відданості справі відновлення суверенітету і територіальної цілісності України, включно з деокупацією Криму. Ці цілі планують досягти через подальше надання Україні всебічної політичної, фінансової та військової допомоги у протистоянні російській агресії.
| Учасники Четвертого Саміту Міжнародної Кримської платформи | Учасники Четвертого Саміту Міжнародної Кримської платформи | Учасники Четвертого Саміту Міжнародної Кримської платформи | Учасники Четвертого Саміту Міжнародної Кримської платформи |
| №                                                          | Держава чи міжнародна організація                          | Рівень представництва                                      | Представник                                                |
| ---------------------------------------------------------- | ---------------------------------------------------------- | ---------------------------------------------------------- | ---------------------------------------------------------- |
| 1                                                          | Україна                                                    | президент                                                  | Володимир Зеленський                                       |
| 2                                                          | Литва                                                      | президент                                                  | Ґітанас Науседа                                            |
| 3                                                          | Туреччина                                                  | президент                                                  | Реджеп Таїп Ердоган                                        |
| 4                                                          | Хорватія                                                   | прем'єр-міністр                                            | Андрей Пленкович                                           |
| 5                                                          | Албанія                                                    | прем'єр-міністр                                            | Еді Рама                                                   |
| 6                                                          | Латвія                                                     | прем'єр-міністр                                            | Евіка Сіліня                                               |
| 7                                                          | Японія                                                     | прем'єр-міністр                                            | Фуміо Кішіда                                               |
| 8                                                          | Україна                                                    | голова Верховної Ради                                      | Руслан Стефанчук                                           |
| 9                                                          | Канада                                                     | прем'єр-міністр                                            | Джастін Трюдо                                              |
| 10                                                         | Молдова                                                    | голова парламенту                                          | Ігор Гросу                                                 |
| 11                                                         | Європейський Союз                                          | президент Європейської ради                                | Шарль Мішель                                               |
| 12                                                         | Чехія                                                      | голова сенату                                              | Мілош Вистрчіл                                             |
| 13                                                         | Європейський Союз                                          | президент Європейської комісії                             | Урсула фон дер Ляєн                                        |
| 14                                                         | США                                                        | державний секретар                                         | Ентоні Блінкен                                             |
| 15                                                         | Італія                                                     | прем'єр-міністр                                            | Джорджа Мелоні                                             |
| 16                                                         | Велика Британія                                            | державний секретар у закордонних справах                   | Девід Леммі                                                |
| 17                                                         | Україна                                                    | заступник голови Меджлісу кримськотатарського народу       | Наріман Джелял                                             |
| 18                                                         | Україна                                                    | прем'єр-міністр                                            | Денис Шмигаль                                              |
| 19                                                         | Болгарія                                                   | прем'єр-міністр                                            | Дімітр Главчев                                             |
| 20                                                         | Австрія                                                    | президент                                                  | Александер Ван дер Беллен                                  |
| 21                                                         | ОЧЕС                                                       | генеральний секретар                                       | Лазар Команеску                                            |
| 22                                                         | Коста-Рика                                                 | президент                                                  | Родріго Чавес Роблес                                       |
| 23                                                         | Польща                                                     | президент                                                  | Анджей Дуда                                                |
| 24                                                         | Україна                                                    | постійна представниця президента в АР Крим                 | Таміла Ташева                                              |
| 25                                                         | Естонія                                                    | президент                                                  | Алар Каріс                                                 |
| 26                                                         | Рада Європи                                                | генеральний секретар                                       | Марія Пейчинович-Бурич                                     |
| 27                                                         | Фінляндія                                                  | президент                                                  | Александр Стубб                                            |
| 28                                                         | Швейцарія                                                  | президент                                                  | Віола Амхерд                                               |
| 29                                                         | Україна                                                    | голова Меджлісу кримськотатарського народу                 | Рефат Чубаров                                              |
| 30                                                         | Україна                                                    | міністр оборони                                            | Рустем Умєров                                              |
| 31                                                         | НАТО                                                       | генеральний секретар                                       | Єнс Столтенберг                                            |
| 32                                                         | Боснія і Герцеговина                                       | головуючий президією                                       | Деніс Бечірович                                            |
| 33                                                         | Грузія                                                     | президент                                                  | Саломе Зурабішвілі                                         |
| 34                                                         | Португалія                                                 | президент                                                  | Марселу Ребелу де Соза                                     |
| 35                                                         | Словаччина                                                 | президент                                                  | Петер Пеллегріні                                           |
| 36                                                         | Словенія                                                   | президент                                                  | Наташа Пірц Мусар                                          |
| 37                                                         | Данія                                                      | прем'єр-міністр                                            | Метте Фредеріксен                                          |
| 38                                                         | Греція                                                     | прем'єр-міністр                                            | Кіріакос Міцотакіс                                         |
| 39                                                         | Ірландія                                                   | прем'єр-міністр                                            | Саймон Гарріс                                              |
| 40                                                         | Люксембург                                                 | прем'єр-міністр                                            | Люк Фріден                                                 |
| 41                                                         | Нідерланди                                                 | прем'єр-міністр                                            | Дік Схооф                                                  |
| 42                                                         | Нова Зеландія                                              | прем'єр-міністр                                            | Крістофер Лаксон                                           |
| 43                                                         | Україна                                                    | перша леді                                                 | Олена Зеленська                                            |
| 44                                                         | Україна                                                    | лідер кримськотатарського народу                           | Мустафа Джемілєв                                           |
| 45                                                         | Велика Британія                                            | професор, дослідник історії Криму                          | Рорі Фіннін                                                |
| 46                                                         | Ліхтенштейн                                                | спадковий принц                                            | Алоїз                                                      |
| 47                                                         | Бельгія                                                    | генеральний секретар МЗС                                   | Теодора Гентціс                                            |
| 48                                                         | Північна Македонія                                         | прем'єр-міністр                                            | Христіян Міцкоський                                        |
| 49                                                         | Норвегія                                                   | прем'єр-міністр                                            | Йонас Гар Стьоре                                           |
| 50                                                         | Швеція                                                     | прем'єр-міністр                                            | Ульф Крістерссон                                           |
| 51                                                         | Австралія                                                  | міністерка закордонних справ                               | Пенні Вонг                                                 |
| 52                                                         | Німеччина                                                  | міністерка закордонних справ                               | Анналена Бербок                                            |
| 53                                                         | ОБСЄ                                                       | діючий голова                                              | Ієн Бордж                                                  |
| 54                                                         | Україна                                                    | омбудсмен                                                  | Дмитро Лубінець                                            |
| 55                                                         | Міжнародний альянс за свободу віросповідання               | діючий голова                                              | Роберт Рехак                                               |
| 56                                                         | Румунія                                                    | міністр закордонних справ                                  | Лумініца Одобеску                                          |
| 57                                                         | Ісландія                                                   | міністр закордонних справ                                  | Тордіс Колбрун Гілфадоттір                                 |
| 58                                                         | Чорногорія                                                 | віце-прем'єр-міністр, міністр закордонних справ            | Ервін Ібрагімович                                          |
| 59                                                         | Сербія                                                     | міністр закордонних справ                                  | Марко Джурич                                               |
| 60                                                         | ГУАМ                                                       | генеральний секретар                                       | Алтай Ефендієв                                             |
| 61                                                         | Іспанія                                                    | міністр закордонних справ                                  | Хосе Мануель Альбарес                                      |
| 62                                                         | Андорра                                                    | міністерка закордонних справ                               | Імма Тор Фаус                                              |
| 63                                                         | ОАД                                                        | генеральний секретар                                       | Луїс Альмагро                                              |
| 64                                                         | Мальта                                                     | посол                                                      | Джон Дебоно                                                |
| 65                                                         | Україна                                                    | координаторка Кримської платформи                          | Аліна Фролова                                              |
| 66                                                         | ООН                                                        | генеральний секретар                                       | Антоніу Гутерреш                                           |
| 67                                                         | Аргентина                                                  | перший заступник міністра закордонних справ                | Леопольдо Франсіско Саорес                                 |
| 68                                                         | ОАЕ                                                        | посол                                                      | Салем Ахмед Салем Алі Аль-Каабі                            |
| 69                                                         | Кіпр                                                       | міністерка закордонних справ                               | Салліна Шамбос                                             |

### Третій парламентський саміт
24 жовтня 2024 року учасники Третього Парламентського саміту Кримської платформи у Ризі ухвалили спільну заяву, яка включає пункти щодо підтримки миру, солідарності з Кримом, вшанування жертв депортації кримськотатарського народу, засудження незаконних виборів, підтримки Реєстру збитків, захисту незаконно затриманих.

## Учасники
Нижче подано перелік держав, що стали учасниками Кримської платформи, долучившись до неї як у день інавгураційного саміту, так і пізніше.
1. Україна, 23.08.2021
2. Латвія, 23.08.2021
3. Литва, 23.08.2021
4. Естонія, 23.08.2021
5. Польща, 23.08.2021
6. Угорщина, 23.08.2021
7. Молдова, 23.08.2021
8. Словенія, 23.08.2021
9. Фінляндія, 23.08.2021
10. Словаччина, 23.08.2021
11. Румунія, 23.08.2021
12. Грузія, 23.08.2021
13. Хорватія, 23.08.2021
14. Швеція, 23.08.2021
15. Швейцарія, 23.08.2021
16. Чехія, 23.08.2021
17. Туреччина, 23.08.2021
18. Австрія, 23.08.2021
19. Люксембург, 23.08.2021
20. Ірландія, 23.08.2021
21. Болгарія, 23.08.2021
22. Чорногорія, 23.08.2021
23. Північна Македонія, 23.08.2021
24. Велика Британія, 23.08.2021
25. Португалія, 23.08.2021
26. США, 23.08.2021
27. Німеччина, 23.08.2021
28. Франція, 23.08.2021
29. Нідерланди, 23.08.2021
30. Албанія, 23.08.2021
31. Італія, 23.08.2021
32. Норвегія, 23.08.2021
33. Іспанія, 23.08.2021
34. Бельгія, 23.08.2021
35. Данія, 23.08.2021
36. Нова Зеландія, 23.08.2021
37. Мальта, 23.08.2021
38. Японія, 23.08.2021
39. Австралія, 23.08.2021
40. Кіпр, 23.08.2021
41. Канада, 23.08.2021
42. Греція, 23.08.2021
43. Ісландія, 23.08.2021
44. Ліхтенштейн, 20.02.2022[90]
45. Гватемала, 23.08.2022[59]
46. Андорра, 23.08.2022[59]
47. Беліз, 23.08.2022[59]
48. Ліберія, 23.08.2022[59]
49. Нігер, 23.08.2022[59]
50. ДР Конго, 23.08.2022[59]
51. Суринам, 23.08.2022[59]
52. Боснія і Герцеговина, 23.08.2022[59]
53. Кот-д'Івуар, 05.10.2022[91]
54. Коста-Рика, 26.01.2023[92]
55. Бахрейн, 23.08.2023[93]
56. Сербія (?), 23.08.2023[93][a]
57. ОАЕ, 23.08.2023[93]
58. Східний Тимор, 23.08.2023[93]
59. Аргентина, 11.09.2024[86]